# Миша і жінка
Миша і жінка (англ. The Mouse and the Woman) — британський фільм, заснований на розповіді Ділана Томаса, дії якої відбувалися в Уельсі під час Першої світової війни.

## У ролях
- Карен Арчер — Джільда
- Роберт Блайт — капрал
- Джон Кесседі — друг Моргана
- Хув Середіг — сержант
- Саймон Коді — майор Берр
- Глайніс Дейвіс — садівник
- Айонетт Девіс — Емілі
- Алан Девлін — Едвард
- Дефідд Авар — дворецький
- Дефідд Хайвел — Морган
- Стів Джеймс — Union Man
- Джон Пірс Джонс — рядовий Дженкінс
- Брайан Лі — падре
- Говард Лью Льюїс — доктор
- Беті Ллойд-Джонс — матір
- Боб Мейсон — солдат з Йоркширу
- Патріція Напьє — Брен
- Бейзіл Пейнтінг — капітан Фурсі
- Пітер Спрул — Майлс
- Джоффрі Свелс — голова суду